# Lanttulaatikko

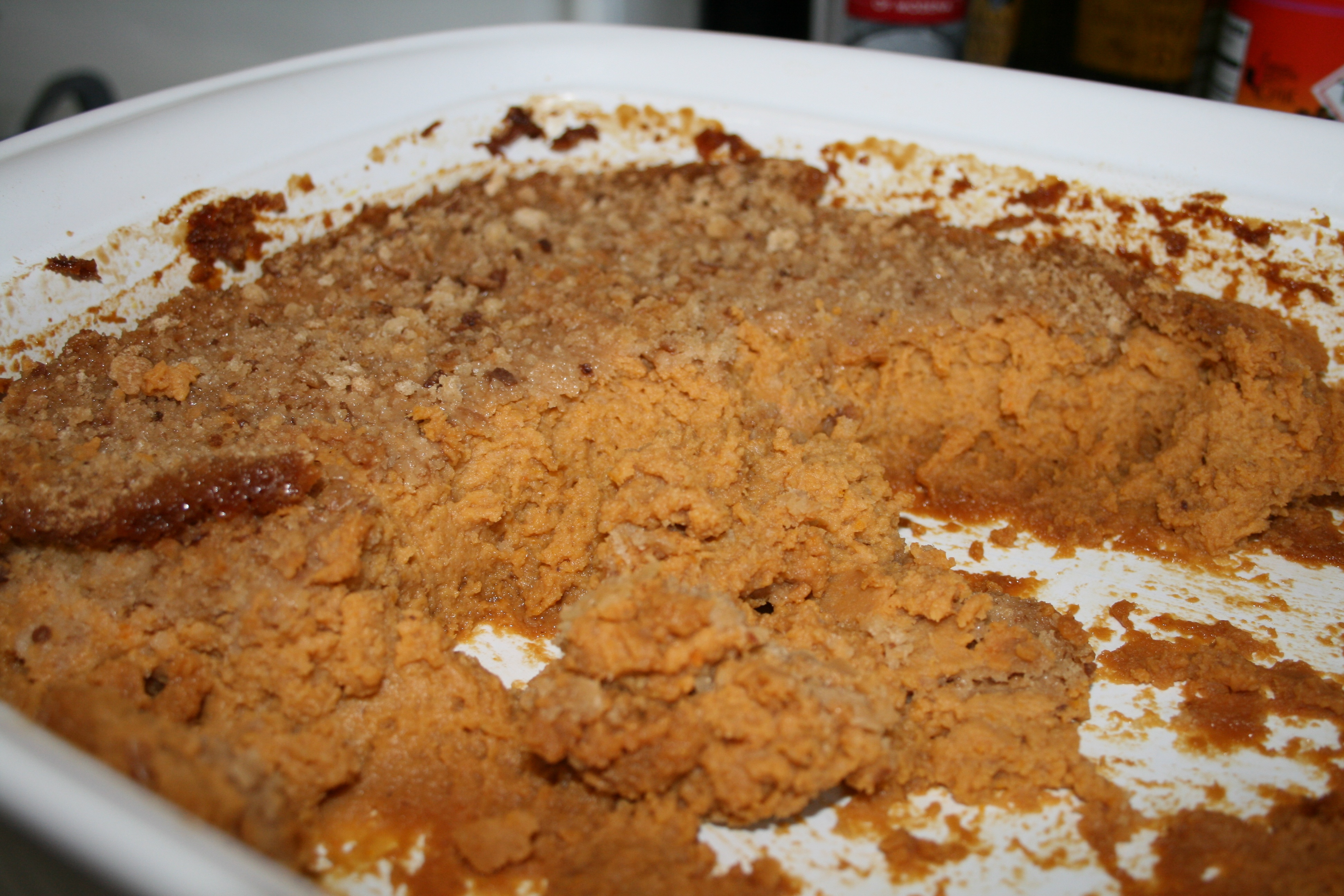
Fuente con lanttulaatikko.

Lanttulaatikko o kålrotslåda es un tipo de budín de nabicol platillo tradicional navideño de Finlandia. Por lo general se lo sirve junto con otros budines en la mesa navideña acompañando trozos de jamón, pescado u otras carnes.
El lanttulaatikko tradicional se prepara hirviendo y preparando puré de nabicol endulzadas y enriquecido con una mezcla de trozos de pan seco, huevo, crema, azúcar melaza, mantequilla, y sazonado con sal y diversas especies (tales como  jengibre, canela y nuez moscada). La mezcla se coloca en una fuente para horno, a menudo con ayuda de un tenedor se decora la parte superior del budín (o cubierto con más pan rallado). Luego se cuece en horno a temperatura baja de 175 °C por una hora y media.